# Euhomalocera heliosema
Euhomalocera heliosema är en fjärilsart som beskrevs av Diakonoff 1967. Euhomalocera heliosema ingår i släktet Euhomalocera och familjen stävmalar. Inga underarter finns listade i Catalogue of Life.